# Circonscription de Hargele
La circonscription de Hargele est une des 23 circonscriptions législatives de l'État fédéré Somali, elle se situe dans la Zone Afder. Son représentant actuel est Ali Afi Ali.